# 香料酒

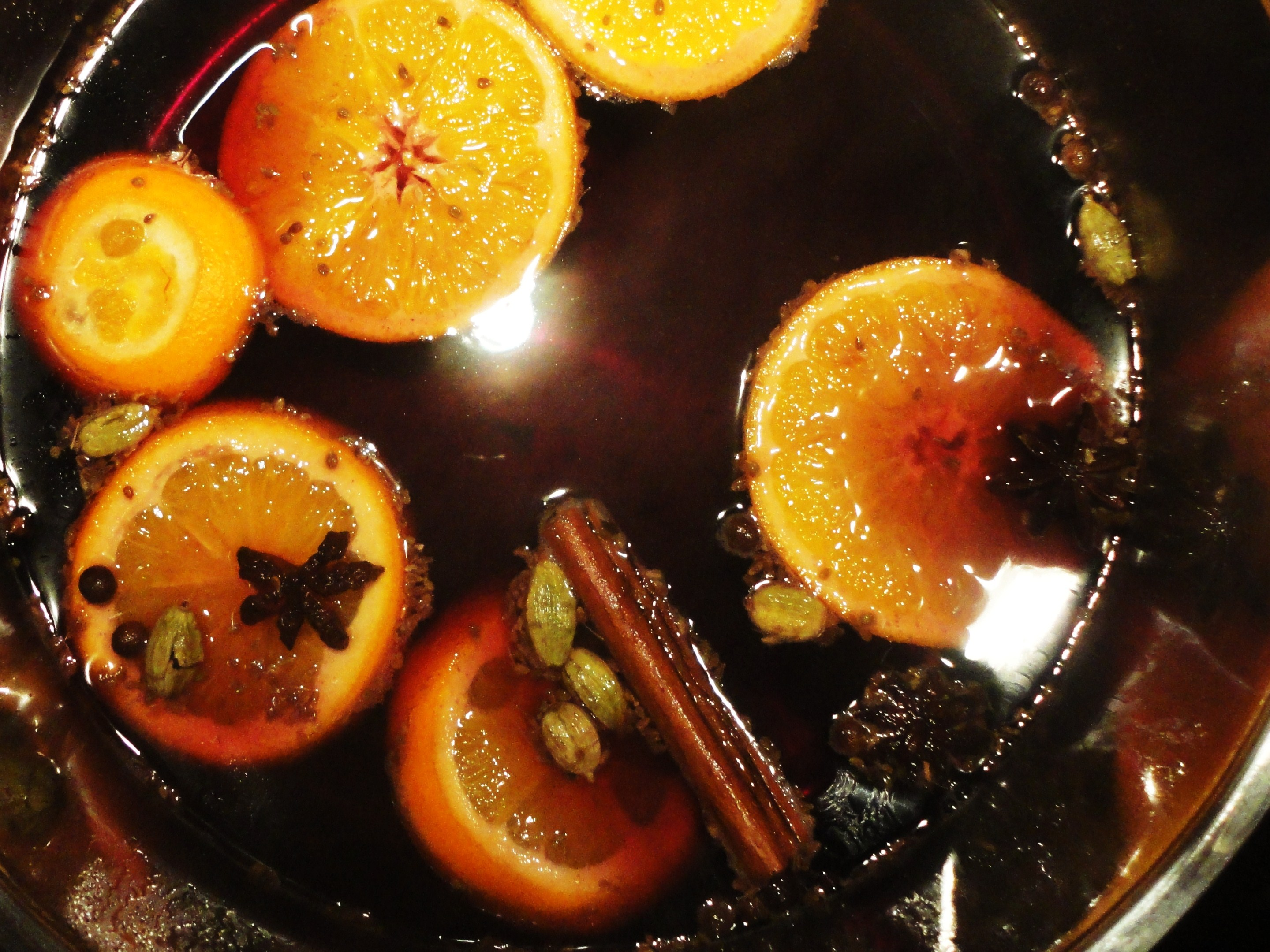
将葡萄酒放入锅中，加入香料和橙片。

香料酒（英語：mulled wine）是一種以葡萄酒和香辛料為原料的熱飲酒。香料酒一般使用紅葡萄酒為原料，但也有使用白葡萄酒的香料酒。部分香料酒沒有酒精度數。在德國和法國等歐洲國家，香料酒是萬聖節和聖誕節等秋冬節日時期的必備飲料。由於在加熱過程中會有部分酒精揮發，有時會在香料酒中加入蘭姆酒等蒸餾酒。